# Tompi
Teuku Adi Fitrian alias Tompi (nacido en Lhokseumawe, Aceh, el 22 de septiembre de 1978) es un médico cirujano plástico y cantante de jazz indonesio. Es conocido por medio de uno de sus álbumes titulado Bali Lounge en solitario.

## Biografía
Nacido y criado en Lhokseumawe, Aceh, su manera de cantar está influido por la música tradicional de su lugar de nacimiento lo cual también su estilo musical entre sus canciones enseña lo que es el Corán. Se ha graduado en la Facultad de Medicina de la Universidad de su país de origen y ha tomado clases de especializaciones en cirugía plástica. Lanzó un álbum que cuenta con la colaboración de la cantante Alda Rizma Elfariani. Para él, cantar no es un cambio de profesión, sino un trabajo secundario agradable.

## Discografía
- Cherokee (2003)
- Bali Lounge (2004)
- T (2005)
- Soulful Ramadhan (2006)
- Playful (2007)
- My Happy Life (2008)
- Paris Jakarta Express (2009)
- Tak Pernah Setengah Hati (2010)
- Sounds of Ramadhan (2011)
- "Menghujam Jantungku" (2012)
- Romansa (2016)[2]